# Сава Трлаїч
Сава Трлаїч (в миру Світозар Трлаїч, серб. Світозар Трлајіћ; 6 липня 1884, Мол, Сербія - не раніше серпня 1941, Велебит, Незалежна Держава Хорватія) — єпископ Православної церкви Сербії, єпископ Горнокарловацький, єпископ Сремський, адміністратор Пакрацької єпархії.
Канонізований Сербською православною церквою як священномученик 22 травня 2000 року. Пам'ять 4 липня і в Соборі Сербських новомучеників.

## Біографія
Народився 6 липня 1884 року в Молі в родині Стефана Трлаїча і Єлизавети, уродженої Каракашевич. Закінчив гімназію в Нові-Саді і Карловацьку духовну семінарію, а також юридичний факультет Белградського університету.
19 січня 1909 був висвячений у диякона, а 27 січня - в ієрея єпископом Темішварським Георгієм Летичем. Служив парафіяльним священиком в Бечці і Башаїді.
На початку 1927 року призначений референтом, а незабаром - головним секретарем Священного Архієрейського Синоду.
Овдовів. 27 жовтня 1929 року в Монастирі Крушедол був пострижений в чернецтво. Незабаром проведений в сан архімандрита і призначений настоятелем монастиря Крушедол, а після обраний вікарним єпископом Сремська.
30 вересня 1934 року в Сремських Карловцях хіротонізований на єпископа Сремського. Хіротонію здійснили: Патріарх Сербський Варнава Росич, єпископ Тімоцький Еміліан Піперкович, єпископ Ніський Іоанн Ілич, єпископ Захумсько-Герцеговинський Тихон Радованович і єпископ Злетовсько-Струміцький Симеон Попович. Одночасно виконував обов'язки голови Єпархіального управління Белградсько-Карловацької архієпископії.
У листопаді 1936 року звільнений з посади голови єпархіальної ради Белградсько-Карловацкой архієпископії і призначений головою церковного суду Белградсько-Карловацкой архієпископії. На даній посаді пробув до початку 1937 року.
Він зіграв велику роль в розірванні Конкордату з Ватиканом в 1937 році.
22 червня 1938 був обраний єпископом Горнокарловацьким. 4 вересня 1938 року відбулося його висвячення у Плаському, де в той час розташовувалася єпархіальна кафедра.
У лютому 1941 році помер єпископ Пакрацький Мирон Ніколич, після чого єпископ Сава став адміністратором (тимчасовим керуючим) Пакрацькій єпархії.
Напад Німеччини на Югославію застав єпископа Саву в його резиденції у Плаському. Спочатку місто було зайняте італійцями, але в кінці травня 1941 вони передали його в управління хорватським усташам. Після передачі влади усташам єпископ Сава разом з дев'ятьма священиками був оголошений заручником. 23 травня 1941 року усташі зайняли єпископський будинок і виселили владику.
8 червня на єпископський двір прийшов сумнозвісний каратель Йосип Томленович і наказав передати єпархіальні гроші і цінні папери усташам.
Єпископу Саві було наказано вийти з канцелярії, покинути місто і відправлятися в Сербію, але він відмовився виконати цей наказ, заявивши, що не може залишити свою єпархію і народ.
17 червня 1941 владика був заарештований разом зі священиками Боголюбом Гаковичем, Джордже Стояновичем, Станіславом Насадилом та іншими відомими сербами, які не побажали залишати місце свого служіння. Усташі замкнули їх у хлів і приставили озброєну охорону. Всі полонені, а єпископ Сава особливо, щодня піддавалися страшним катуванням і приниженням.
19 липня 1941 року мучителі зв'язали полонених в шеренгу по двоє, відвели на вокзал, щоб ранковим поїздом відправити їх в концтабір Госпич. На Плаському вокзалі бранців протримали з 10 години вечора до 5 ранку. У найважчому становищі опинився єпископ Сава, якому, незважаючи на те що він був скутий кайданами, навіть не давали можливості сісти.
20 липня 1941 єпископ Сава і заарештовані з ним прибули в Госпич. З Госпицького вокзалу вони відразу ж були доставлені у в'язницю, де їх знову страшно катували і принижували. Збереглися дані, що єпископа Саву 8 серпня 1941 року бачили в тюремному дворі зв'язаним і він стояв під дощем.
В середині серпня 1941 року з госпицькою в'язниці було виведено близько двох тисяч сербів, зв'язаних дротом по двоє, їх повели по дорозі в напрямку гори Велебит. У цій групі був і єпископ Сава. Є підстави думати, що єпископ Сава був убитий на Велебиті, так як в серпні 1941 року там було страчено близько 800 сербів. Точний час і місце його мученицької кончини, місце його поховання невідомі.